# Bruno Boni
Bruno Boni, italijanski veslač, * 13. maj 1915, Cremona, Kraljevina Italija, † 30. marec 2003, Cremona, Italija.  
Boni je za Italijo nastopil na Poletnih oilimpijskih igrah 1948 v Londonu. S soveslačem Felicejem Fanettijem je v dvojcu brez krmarja osvojil bronasto medaljo.